# Wittenbergi Egyetem
A Wittenbergi Egyetemet 1502-ben Wittenbergben alapította Bölcs Frigyes szász választófejedelem. 1817-ben egyesült a Hallei Egyetemmel, így megszületett a Martin-Luther-Universität Halle-Wittenberg.

## Története

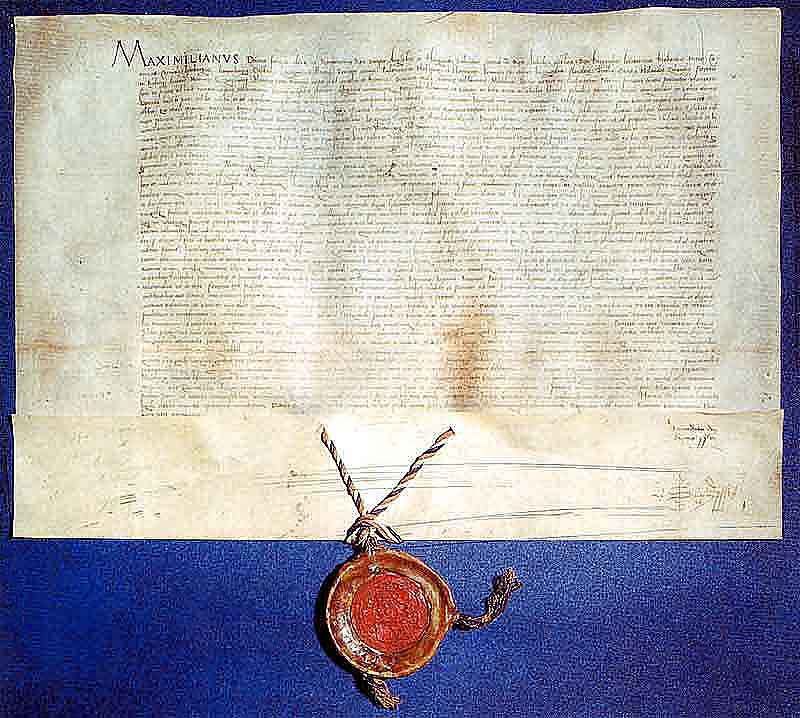
Az egyetem Miksa császár által Ulmban, 1502. július 6-án kibocsátott alapító okirata (pergamenen, pecséttel)

### Alapítás
Bölcs Frigyes szász választófejedelem kezdeményezésére I. Miksa német-római császár császár 1502. július 6-án megadta a császári engedélyt az Alma Mater Leucorea (a Wittenbergi Egyetem akkori elnevezése) megalapítására, amelyet október 18-án nyitottak meg abban az évben a szász ernő-ági választófejedelemségben mint Lipcse 1485. augusztus 26-i felosztása (Leipziger Teilung) utáni első egyetemet.
Az alapítvány célja jogtudósok, teológusok és orvosok képzése volt Szászország Ernő-ági törzsterületének igazgatására. Az első rektor Martin Pollich, a teológiai kar első dékánja Johann von Staupitz, az első kancellár Goswin von Orsoy volt, és sokan lettek a középiskola és az egyetem első hallgatói.
A wittenbergi gimnázium az ott tevékenykedő humanistáktól a Leucorea nevet kapta, ami a görögből ered, jelentése „fehér hegy”. Emiatt ihletet merítettek a város nevéből, amely vagy az alsónémet Wittenből, vagy a szláv Sprachwurzel Vité-ből (élet) és bec-ből (part), az Elba-partok fehér strandjaiból származik.

### Kezdeti évek
Az egyetem első alapszabálya a Tübingeni Egyetemé alapján készült.
Ebből következően a Gimnázium tartalmilag és szerkezetileg a már meglévő német egyetemekhez hasonlóan szerveződött.
A filozófiai fakultással létrejött az az alap, amelyhez később a jogi, orvostudományi és teológiai kar csatlakozott.
Az egyetem finanszírozása érdekében Frigyes választófejedelem 1507-ben összekapcsolta az új középiskolát a Mindenszentek Alapítvánnyal és más uradalma területén lévőkkel. 16. századi jogosítványainak átörökítése sajátos kiváltságokkal rendelkező egyetemet hozott létre.

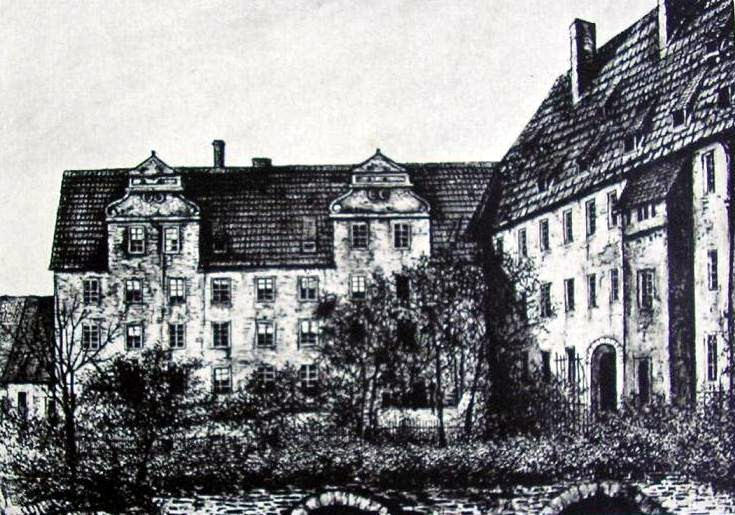
A Wittenbergi Egyetem a 19. században

Mivel a bölcsészettudományi kutatók is a Wittenbergi Akadémiához csatlakoztak, az hamarosan vezető pozícióba került. Az alapítást közvetlenül követő időszakban olyan híres emberek tanítottak itt, mint Christoph von Scheurl, Andreas Karlstadt vagy Hieronymus Schurff. Staupitz 1508-ban elérte, hogy egy másik ágostai szerzetest hívjanak meg tanítani: Luther Mártont. Később meghívták Nikolaus von Amsdorfot és Philipp Melanchthont ógörög nyelvet tanítani. Ekkor a Wittenbergi Egyetem Európa egyik legjelentősebb teológiai központjává fejlődött.
Lusatia szorb lakossága számára a Wittenbergi Egyetem a későbbiekben is a Lipcsei Egyetem után a második legfontosabb egyetem maradt, különösen a protestáns teológia hallgatói számára.

### 19. század
Bonaparte Napóleon 1814. december 5-én bezáratta. Az 1815-ös Bécsi kongresszus a Wittenberg környéki szász területeket a Porosz Királysághoz csatolta.
Ennek eredményeként a Wittenbergi Egyetem Halléba költözött, ahol 1817. április 12-én megalapították az új Halle–Wittenberg Egyetemet. Kárpótlásul a prédikátorok evangélikus szemináriuma Wittenbergbe került, amelynek székhelye ma is a város Augusteójában található. A Fridericianumot laktanyává alakították át, majd a későbbi fejlesztések során társasházzá.
Ily módon Wittenberg elvesztette legfontosabb intézményét, helyőrségi-, majd iparvárossá fejlődött. Az „újraalapítás” kezdeményezése holt betű maradt.

### Modern kor
Csak az 1990-es Németország újraegyesítése után hozták létre, és 1994. április 26-án, a "Martin Luther" Egyetemmel együttműködve a Szász-Anhalti tartományi közlönyben Halle–Wittenberg, a Leucoreát közjogi alapítványként és a Halle–Wittenbergi "Martin Luther" Egyetem részeként publikálták.
Ennek az alapítványnak a célja a tudományok gondozása és kutatásfejlesztés, az oktatás és a tanulmányok területén az egyetemen, valamint Wittenberg város intézményeinek támogatása. Ebből a célból tudományos és kulturális rendezvényeket terveztek és valósítottak meg a Leucoreában.

## Bibliográfia
- Walter Friedensburg: Urkundenbuch der Universität Wittenberg, 1926, im Selbstverlag der Historischen Kommission der Provinz Sachsen und Anhalt Magdeburg
- Gottfried Suevus: Academia Wittebergense Anno Fundationis…, (Online )
- Karl Eduard Förstemann: Album Academiae Vitebergensis, Lipcse, 1841
- Album Academiae Vitebergensis Volumen Secundum, Halle an der Saale, 1894
- Bernhard Weissenborn: Album Academiae Vitebergensis- Jüngere Reihe Teil 1 (1602–1660), Magdeburg, 1934
- Fritz Juntke: Album Academiae Vitebergensis - Jüngere Reihe Teil 2; Halle (Saale), 1952
- Fritz Juntke: Album Academiae Vitebergensis - Jüngere Reihe Teil 3; Halle (Saale), 1966
- Julius Köstlin: Die Baccalaurei und Magistri der Wittenberger philosophischen Fakultät 1503–1560, von 1887 bis 1891 in Halle bei Max Niemeyer

### Egyéb források
- Kurt Aland: Geschichte der Wittenberger Theologischen Fakultät.
- Anton Blaschka: Wittenbergerische Nachtigall. Sternstunden eines Topos. In: Wissenschaftliche Zeitschrift der Universität Halle
- Irene Dingel, Günther Wartenberg: Die Theologische Fakultät Wittenberg 1502 bis 1602. Evangelische Verlagsanstalt, Lipcse, 2002, ISBN 3-374-02019-4
- Walter Friedensburg: Geschichte der Universität Wittenberg. Max Niemeyer Verlag, Halle (Saale), 1917
- Hildegart Herricht: Bibliographie zur Geschichte der Universität Wittenberg, 1980
- Heinz Kathe: Die Wittenberger Philosophische Fakultät 1501–1817. Böhlau, Köln 2002, ISBN 3-412-04402-4
- Hans Theodor Koch: Die Wittenberger Medizinische Fakultät (1502–1652). Ein biobibliographischer Überblick. In: Stefan Oehmig: Medizin und Sozialwesen in Mitteldeutschland zur Reformationsszeit. Evangelische Verlagsanstalt, Lipcse, 2007, ISBN 978-3-374-02437-7
- Heiner Lück: Martin Luther und seine Universität. Böhlau Verlag, Köln, Weimar, Bécs, 1998, ISBN 3-412-14696-X
- Martin Treu, Ralf Torsten Speler, Alfred Schellenberger: Leucorea. Bilder zur Geschichte der Universität. Hans Lufft kiadás, Lutherstadt Wittenberg, 1999, ISBN 3-9804492-6-2
- Arina Völker, Wolfram Kaiser: Ars medica Vitebergensis. 1980
- Ralf Frassek: Eherecht und Ehegerichtsbarkeit in der Reformationszeit. Der Aufbau neuer Rechtsstrukturen im sächsischen Raum unter besonderer Berücksichtigung der Wirkungsgeschichte des Wittenberger Konsistoriums. Verlag Mohr Siebeck, Tübingen, 2005, ISBN 3-16-148685-4 ( Onlineleseprobe )
- Andreas Gößner: Die Studenten an der Universität Wittenberg. Studien zur Kulturgeschichte des studentischen Alltags und zum Stipendienwesen in der zweiten Hälfte des 16. Jahrhunderts. Evangelische Verlagsanstalt, Lipcse, 2003, ISBN 3-374-02075-5
- Helmar Junghans: Verzeichnis der Rektoren, Prorektoren, Dekane, Professoren und Schloßkirchenprediger der Leucorea vom Sommersemester 1536 bis zum Wintersemester 1574/75. In: Irene Dingel, Günther Wartenberg: Georg Major (1502–1574). Ein Theologe der Wittenberger reformáció. Evangelische Verlagsanstalt, Lipcse, 2005, ISBN 3-374-02332-0
- Kenneth G. Appold: Orthodoxie als Konsensbildung. Das theologische Disputationswesen an der Universität Wittenberg zwischen 1570 und 1710. Verlag Mohr Siebeck, Tübingen, 2004, ISBN 978-3-16-148215-1, ( Onlineleseprobe )
- Linda Wenke Bönisch: Universitäten und Fürstenschulen zwischen Krieg und Frieden. Eine Matrikeluntersuchung zur mitteldeutschen Bildungslandschaft im konfessionellen Zeitalter (1563-1650), Verlag epubli GmbH, Berlin 2013 , ISBN 978-3-8442-7505-6 . Untersucht werden die Universitäten Alma mater Lipsiensis in Leipzig, Leucorea Wittenbergben, Salana Jénában, Alma mater Erffordensis Erfurtban sowie die Fürstenschulen St. Afra in Meißen, St. Marien in Schulpforta és St. Augustin in Grimma

## Fordítás
Ez a szócikk részben vagy egészben  az   Università di Wittenberg című olasz Wikipédia-szócikk ezen változatának fordításán alapul.  Az eredeti cikk szerkesztőit annak laptörténete sorolja fel. Ez a jelzés csupán a megfogalmazás eredetét és a szerzői jogokat jelzi, nem szolgál a cikkben szereplő információk forrásmegjelöléseként.